# 몰니야

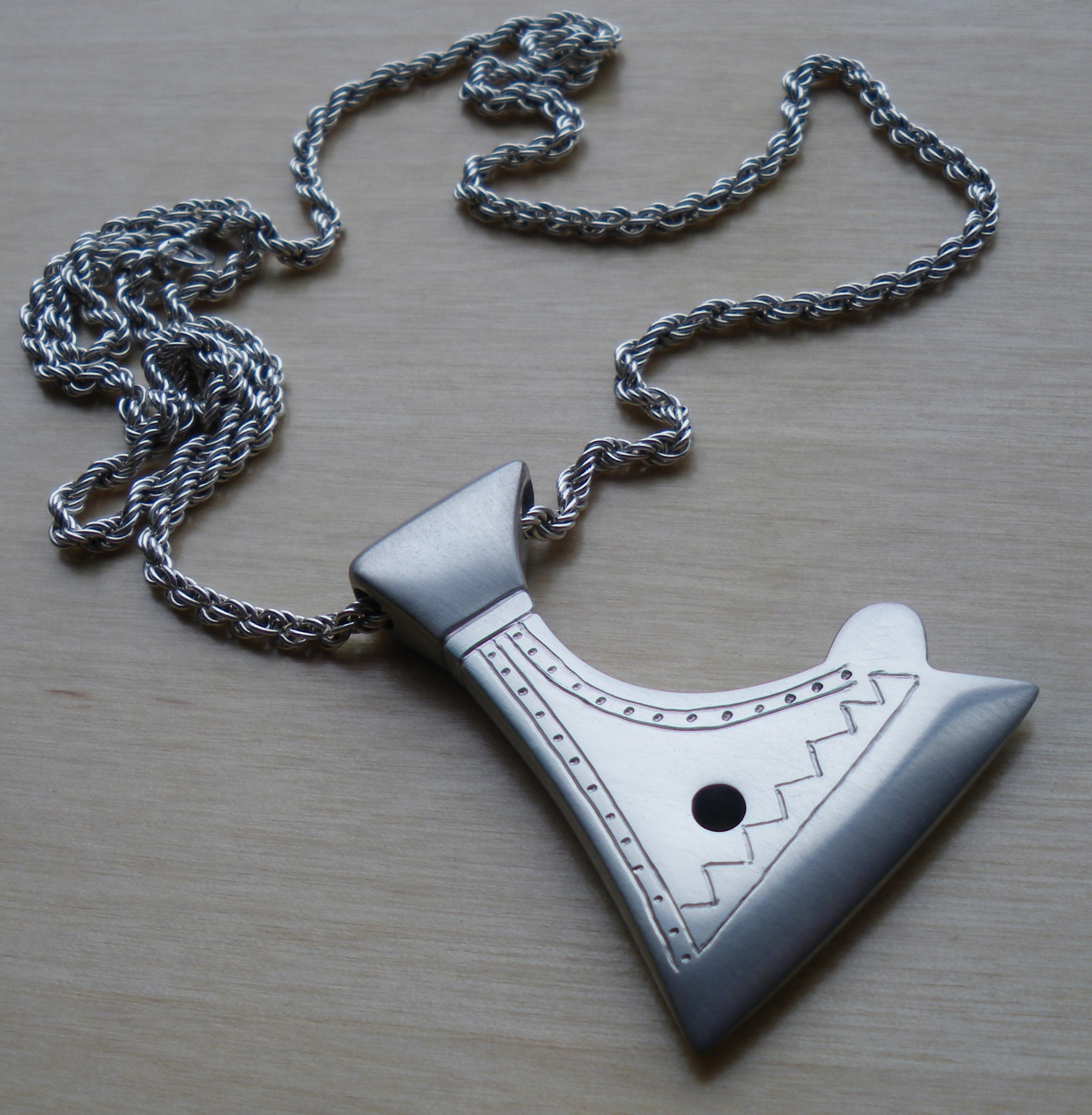
페룬의 도끼 몰니야의 부적

몰니야(러시아어: Молния) 또는 페룬의 도끼는 슬라브 신화의 뇌신 페룬이 사용하는 번개의 힘을 지닌 도끼이다. 사악한 자들에게 몰니야를 집어던지면 그 자를 죽이고 페룬의 손으로 돌아간다고 한다. 

## 묠니르와의 관계
슬라브 신화의 뇌신 페룬의 도끼인 몰니야와 노르드 신화의 뇌신 토르의 망치인 묠니르는 천둥신이 사용하는 투척형 둔기이자 천둥신의 번개를 상징하는 등 유사한 속성을 공유하고 있으며, 무엇보다 서로 발음도 비슷하다. 이를 보아 둘다 같은 어원을 지닌 것으로 보이며, 아마 '박살내는 것'이라는 뜻을 지닌 인도유럽조어 단어가 이 둘의 어원이 되었을 가능성이 높다.

## 같이 보기
- 페룬
- 묠니르